# Learning Tools Interoperability
La Interoperabilidad entre Herramientas de Aprendizaje o LTI (Learning Tools Interoperability), es un estándar de comunicación entre herramientas y sistemas de aprendizaje e-learning desarrollado por la IMS Global Consortium, la organización mundial que establece los estándares para el desarrollo de tecnologías educativas.
Con el avance en la personalización del aprendizaje electrónico se hizo necesario poder rastrear las fuentes externas que los alumnos utilizan para reforzar los temas tratados dentro de los ambientes cerrados de aprendizaje como son las plataformas LMS, la tecnología LTI tiene como fin poder recolectar información sobre todas las interacciones que tienen los alumnos fuera de dichas plataformas.
La tecnología LTI fue inspirada fuertemente por 2 tecnologías de estándares:
- Facebook Aplication Protocol[2]
- Blackboard Proxy Tools (BBProx)[3]

## Como Funciona

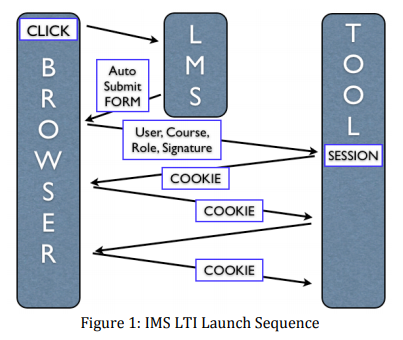

La tecnología LTI utiliza OAuth un patrón para garantizar la seguridad de la información.
El primer paso es seleccionar la herramienta externa de aprendizaje utilizando el navegador de la plataforma LMS, una vez seleccionado este la plataforma genera un formulario en HTML y un archivo en JavaScript para poder insertarlo en la herramienta de aprendizaje externa, a partir del momento de la inserción del formulario, la herramienta o sistema de aprendizaje externo establecerá una comunicación bidireccional con la plataforma LMS, la transmisión de datos puede incluir calificaciones, avances del alumno, tareas completadas.
De esta manera la tecnología LTI simplifica el mecanismo de registro entre herramientas de e-learning distintas.

## Versiones
- Learning Tools Interoperability, entonces llamado BasicLTI, se originó en 2008 como un proyecto Google Summer of Code desarrollado por Jordi Piguillem bajo la tutoría de Charles Severance y Marc Alier.[6]
- LTI V 1.0: Esta versión fue lanzada en junio de 2010
- LTI V 1.1: Esta versión fue lanzada en agosto de 2012, esta versión incluye el desarrollo de las funcionalidades para poder transmitir calificaciones entre diferentes sistemas de aprendizaje.
- LTI V 2.0: Esta versión fue lanzada en enero de 2014 e incorpora la capacidad de comunicación bidireccional mediante REST.